# Elephantomyia dietziana
Elephantomyia dietziana là một loài ruồi trong họ Limoniidae. Chúng phân bố ở miền Cổ bắc.